# Polubicze (gromada)
Polubicze – dawna gromada, czyli najmniejsza jednostka podziału terytorialnego Polskiej Rzeczypospolitej Ludowej w latach 1954–1972.
Gromady, z gromadzkimi radami narodowymi (GRN) jako organami władzy najniższego stopnia na wsi, funkcjonowały od reformy reorganizującej administrację wiejską przeprowadzonej jesienią 1954 do momentu ich zniesienia z dniem 1 stycznia 1973, tym samym wypierając organizację gminną w latach 1954–1972.
Gromadę Polubicze z siedzibą GRN w Polubiczach Dworskich utworzono – jako jedną z 8759 gromad na obszarze Polski – w powiecie włodawskim w woj. lubelskim na mocy uchwały nr 17 WRN w Lublinie z dnia 5 października 1954. W skład jednostki weszły obszary dotychczasowych gromad Polubicze Dworskie i Polubicze Wiejskie ze zniesionej gminy Wisznice w powiecie włodawskim oraz obszar dotychczasowej gromady Romaszki ze zniesionej gminy Rossosz w powiecie bialskim w tymże województwie. Dla gromady ustalono 21 członków gromadzkiej rady narodowej.
29 lutego 1956 z gromady Polubicze wyłączono wieś Romaszki i kolonię Aleksandrówka, włączając je do gromady Rossosz w powiecie bialskim w tymże województwie.
1 stycznia 1962 gromadę zniesiono, włączając jej obszar do gromady Wisznice w tymże powiecie.